# The Oaks (Australien)
The Oaks ist eine Stadt im lokalen Verwaltungsgebiet des Wollondilly Shire im australischen Bundesstaat New South Wales, am südwestlichen Rand des Sydneybeckens. Die Stadt liegt 82 Kilometer südwestlich von Sydney über den Hume Highway, 13 Kilometer westlich von Camden und auf einer Höhe von 290 Metern über dem Meeresspiegel. Bei der Volkszählung 2021 lebten 2982 Menschen in The Oaks.

## Geschichte

### Vor-europäische Geschichte
Das Gebiet war vor der Kolonisation Teil des Landes der Tharawal, deren Gebiet sich von der Botany Bay in Sydney bis zur Jervis Bay an der Südküste und nach Burragorang in den Bergen erstreckte. Zwischen den Tharawal und den Europäern gab es in dieser Region starke Kämpfe, besonders zwischen 1812 und 1816, die in einem Massaker am Cataract River gipfelten. Eine Gruppe der Gandangara bei Appin wurde von Lachlan Macquaries Truppen überrascht, während sie schliefen. Mindestens vierzehn Aborigines, darunter Männer, Frauen und Kinder, wurden getötet. Auf Macquaries Befehl hin wurden die Körper von zwei der Männer in Bäume gehängt, um andere zu warnen.
Die Einführung europäischer Krankheiten hatte große Auswirkungen auf die Aborigines der Region. Die Tharawal und Gandangara zogen schließlich in das Gebiet um The Oaks. Mitglieder beider Stämme arbeiteten in den 1920er Jahren für die Europäer, als sie auf Reservate verlegt wurden, und ihre Kinder wurden bis in die 1960er Jahre gewaltsam von ihren Familien genommen.

### Nach-europäische Geschichte
The Oaks wurde bis 1895 nur Oaks genannt. Eine Expedition wurde 1795 unternommen, bei der Gouverneur Hunter und George Bass teilnahmen, nachdem einige Kühe gesichtet wurden, die von der Regierungsfarm in Farm Cove entlaufen waren. Die Herde, die ursprünglich aus 8 Tieren bestand und auf etwa 40 anwuchs, gab dem Gebiet, in dem sie gefunden wurde, den Namen Cow Pasture Plains. Bis 1822 war es verboten, sich in der Region niederzulassen, obwohl das Gebiet ideal für den Ackerbau war. Mehrere Gouverneure versuchten, die Herde zu schützen, um sie vor Ausbeutung oder Störungen zu bewahren, da sie die Herde als wichtigen Bestandteil für die Zukunft der Kolonie betrachteten.
John Warby wurde 1803 zum Aufseher der Wildrinder in den Cowpastures ernannt und war bis 1806 auch Konstabler im Bezirk. Er war auch als Führer bei einer Reihe von Erkundungsreisen tätig und war der erste, der die Region um The Oaks erkundete. Der Botaniker George Caley erkundete das Gebiet zwischen 1802 und 1804. Er benannte das Gebiet The Oaks aufgrund der vorherrschenden Kasuarinen.
Im Jahr 1815 errichtete Gouverneur Macquarie Viehzäune in The Oaks, Cawdor (halbwegs zwischen Camden und Picton), und Brownlow Hill sowie später am Stonequarry Creek (Picton). Dort wurden wilde Rinder gefangen und in die staatlichen Herden aufgenommen. Am 7. Juli 1822 wurde die Oaks-Station an Major Henry Colden Antill übergeben. Viele der Rinder wurden später nach Bathurst verlegt. Die Stationen wurden 1826 geschlossen.
Der Bezirk wurde zwischen 1822 und 1827 vermessen, als Landzuteilungen in das Gebiet ausgedehnt wurden. Die erste Zuteilung wurde 1823 an John Wild, einen ehemaligen Leutnant und Adjutant des 48. Regiments, der Aufseher der staatlichen Bestände auf der Viehstation in Cawdor gewesen war, sowie an T.C. Harrington vergeben. Wild gründete eine Farm auf dem Anwesen Vanderville und baute in den späten 1820er Jahren mit Hilfe von Aborigines und Sträflingen ein Anwesen. Wild züchtete hauptsächlich Rinder, hielt jedoch auch Schafe und Schweine, baute Weizen und Tabak an und errichtete eine Molkerei.
Im Oktober 1822 war William Fisher als stellvertretender Konstabler in The Oaks tätig. Am 7. Oktober wurde er für die Position des Chief constable und Poundkeeper in Cawdor empfohlen. Am 7. August 1823 wurde er aus dieser Position entlassen, nahm jedoch später die Stelle des District Constable im County of Argyle im August 1824 an.

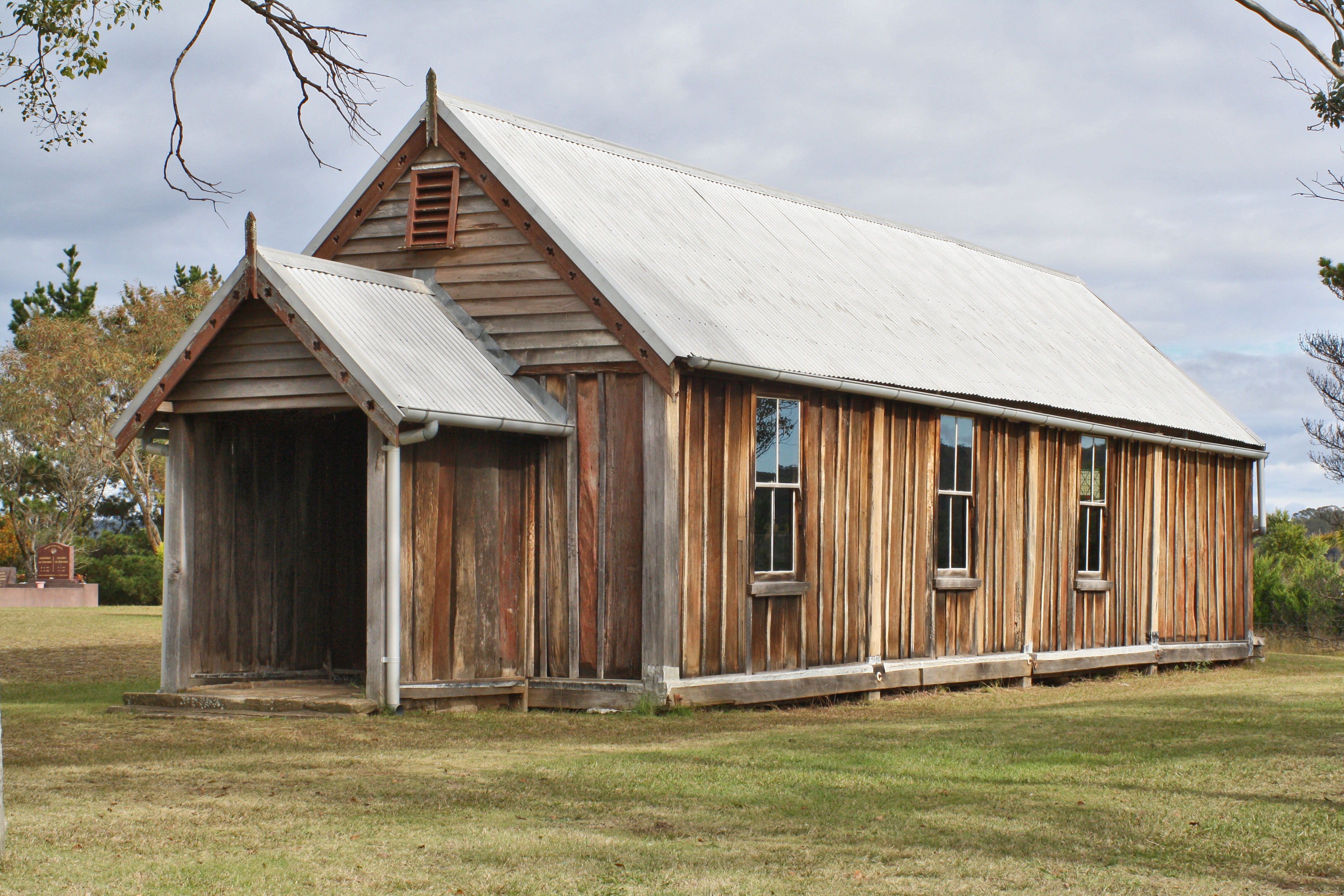
St. Matthews Church

Die St. Mathews Anglican Church, erbaut um 1838/39, wurde in The Oaks von den Familien John Wilds von Vanderville und Major Russells von Orthez für ihre Diener und Familien erbaut und besteht aus Holz. Die Kirche steht noch heute, wurde jedoch zweimal renoviert, um sie zu erhalten. Der Friedhof der Kirche enthält das Grabmal von Henry Kable Jr., dem Sohn von Henry Kable sowie andere Särge, die aus dem Burragorang Valley entfernt wurden, bevor dieses für den Bau der Warragamba-Talsperre geflutet wurde.

## Landwirtschaft
Viehzüchter aus Camden Council, Campbelltown City und The Oaks begannen, ihr Vieh im Burragorang Valley zu weiden. Dieses Tal wurde 1802–03 von Francis Barrallier erkundet, als Gouverneur Philip Gidley King ihn beauftragte, einen Weg durch die Blue Mountains zu finden. Es ist sehr wahrscheinlich, dass die Viehzüchter ihr Vieh entlang der Straße trieben, die heute als Burragorang Road bekannt ist. Diese Straße verläuft von The Oaks zum Burragorang Valley und wurde 1827 von Robert Dixon vermessen. Sie war bis zu den durch die Silberminen bedingten Verkehrszunahmen nur eine einfache Ochsenkarrenstraße.
Der Arbeitskräftemangel wurde zu einem Problem, als die Sträflingsschifffahrt nach New South Wales 1840 endete und Sträflinge ihr Ticket of Leave (Befreiungspapiere) erhielten. Freisiedler mit großen Ländereien verkauften oder verpachteten Teile ihres Landes an Emancipisten, da sie entweder keine ausreichende Arbeitskraft hatten oder sich keine große Arbeitskraft leisten konnten. Der wirtschaftliche Schwerpunkt verschob sich dann in den 1840er Jahren vom Mischbauernhof zum Weizenbau, und eine Mühle wurde in der Gegend errichtet. Die 1850er Jahre waren eine Periode wirtschaftlichen Wachstums für das Gebiet. Anfang der 1860er Jahre vernichtete Weizenrost die Weizenindustrie. Die Bauern verlagerten ihren Fokus auf Gemüseanbau, Milchviehhaltung, Heuproduktion und den Bau von Heupressen. Orangen und Milch wurden zu Grundnahrungsmitteln.

## Bergbau
George Caley wiederholte 1806 Barralliers Route ins Burragorang Valley. Caley scheiterte daran, die Blue Mountains zu überqueren, jedoch fand er Kohle im Tal und entdeckte die Thirlmere Lakes. Die Entdeckung von Galenit durch Billy Russell und Billy George eröffnete eine relativ kurze Phase der Entwicklung bei Yerranderie. Die Ausbeutung von Blei und Silber lenkte 1890 die Aufmerksamkeit auf die Region, aber erst als John Vigar Bartlett 1898 bezahlbare Erze produzierte, begann die wirkliche Expansion des Silberfeldes. 1891 begann der Bergbau von Eisenerz, im Gebiet zwischen The Oaks und Picton. Nach wirtschaftlichem Wachstum in den 1920er Jahren traf die Depression die Gemeinde hart, und viele Menschen begannen wegzuziehen. Kohlenabbau und Holzernte wurden ebenfalls im Burragorang Valley bei Nattai in kleinem Maßstab in den 1930er Jahren betrieben, aber es wurde bald zur Hauptwirtschaftstätigkeit und führte nach dem Zweiten Weltkrieg zu einer Wiederbelebung der Stadt, obwohl in den frühen 1980er Jahren massive Entlassungen aus den örtlichen Minen erfolgten.

## Vanderville
Die Witwe von John Benton Wild, Emmeline Wild, spendete 1858 100 Acres (0,4 km²) von Vanderville für die Gründung eines Dorfes. Dieses Gebiet befand sich an den Ufern des Werriberri Creek (ein Tharawal-Name für den Gesang des Gartenfächerschwanz). Überschwemmungen zwangen die Siedlung, auf höher gelegenes Gelände umzuziehen. Als später 1858 ein Postamt eröffnet wurde, wurde das Dorf offiziell als The Oaks anerkannt. Grundstücke wurden in Sydney zum Verkauf angeboten und bis 1860 gab es etwa acht Häuser, zwei Schmieden, einen Weinsalon, eine Schule und ein Hotel im Dorf. Das Oaks Hotel war ab 1863 in Betrieb und schloss etwa 100 Jahre später. Es wurde dann zu einem Sanatorium für Tuberkulosekranke. Es wurde angenommen, dass die relativ hohe Lage für die Gesundheit der Patienten förderlich war. Die ursprüngliche Kirche der Anglikanischen Kirche, St. Matthews, war zu weit vom Dorf entfernt, sodass 1892 St. Lukeʼs auf einem Grundstück im Dorf gebaut wurde, um die neue Siedlung zu bedienen.